# Сомаэстетика
Сомаэстетика — междисциплинарная область исследований, направленная на разработку теоретических и практических дисциплин, связанных с феноменом тела. Сомаэстетика отражает прагматическую идею философии как средства улучшения опыта посредством рефлексивного искусства жизни. Философия, в этом смысле, является инструментом для проектирования жизни.
Сомаэстетика, будучи в равной степени и теоретической, и практической дисциплиной, стремится обогатить не только наши дискурсивные знания о теле, но и наш жизненный соматический опыт; она направлена на улучшение понимания, эффективности и красоты наших движений и окружающей среды, в которую вносят вклад наши действия и из которой они также черпают свою энергию и значимость. Для достижения этих целей сомаэстетика задействует различные формы знаний, дискурсов, социальных практик и институтов, культурных традиций и ценностей, а также телесных дисциплин, которые структурируют такое соматическое понимание и совершенствование. Поэтому сомаэстетика — это междисциплинарный проект, в котором теория и практика тесно связаны и взаимно питают друг друга.

## Задачи сомаэстетики
Согласно Шустерману, сомаэстетика необходима для решения следующим задач:
- Создание концептуальных рамок, которые позволили бы гуманитарным наукам, так или иначе занимающимся вопросами телесности объединить усилия и сделали бы возможным взаимодействие с естественными науками и различными телесными практиками;
- Создание отчётливой прагматической ориентации, которая позволит перевести отдельные разработки в дисциплину усовершенствованных телесных практик;
- Обращение внимания философской эстетики к телу, нивелирование традиции умышленного пренебрежения телом (Баумгартен, подкреплённый идеалистическими теориями от Канта через Гегеля и Шопенгауэра до современных теорий, в которые постулируют лишь безразличное созерцание тела).

Перечисленные условия определили характер сомаэстетики в качестве междисциплинарного проекта на стыке теории и практики, уходящего своим основанием в философскую эстетику, которая может быть определена как:
«Критическое, мелиоративное изучение опыта и использования тела в качестве центра сенсорно-эстетического восприятия (эстетика) и творческой самореализации […], посвящённое [также] познанию, дискурсу и дисциплинам, которые придают стройность такой заботе о теле и могут усовершенствовать её»
— R.Shusterman, «Somaesthetics and Care of the Self: The Case of Foucault», Monist, 83, 2000, p. 532—533.

## Происхождение термина
Термин «сомаэстетика» был введен американским философом-прагматиком Ричардом Шустерманом в 1996 году путем соединения слов «soma», (от гр. «σώμα» — «тело»), и «aesthetics» (от лат. «aesthesis» — чувственное восприятие")
Для прояснения терминологических вопросов следует отметить, что Шустерман намеренно использовал термин «сома» (вместо более распространённого «тело») в названии своей дисциплины, чтобы подчеркнуть одну важную особенность его концепции телесности. Для Шустермана, который является учеником Дьюи, такие измерения человека как телесное и психическое (также как культурное и биологическое) онтологически нераздельны друг от друга, и для обозначения этого единства он предпочитает использовать термин «сома», который, в отличие от «тела» не связан ассоциацией с пассивной и грешной плотью, противопоставленной динамичным душе и разуму. Он подчеркивает, что проект касается «живого, чувствующего, целенаправленного тела», а не просто тела как физического объекта. В совокупности «сомаэстетика» "предполагает проект познания и культивирования тела не только как объекта, внешне демонстрирующего красоту, возвышенность, изящество и другие эстетические качества, но и как субъективность, воспринимающую эти качества и проживающую сопутствующие эстетические переживания.

## Содержание теории Шустермана
Сомаэстетика в качестве научного направления впервые возникла в середине 1990-х благодаря работе Ричарда Шустермана, фокусировавшейся на двух объектах исследования: прагматической эстетике и философии, как олицетворенном искусстве жить. Шустерман признавал, что прагматическая эстетика требует более активного и творческого участия, чем традиционная эстетика, однако он также верил, что прагматическая эстетика должна признать, что созидательное, практическое и политическое действие нуждается в главном человеческом инструменте — теле, и что качество таких действий может быть повышено, если развивать этот инструмент. Точно так же философская жизнь может быть улучшена за счет большего овладения телом — посредником между нами и внешним миром. Кроме того, он сетовал на превращение эстетики (как и самой философии) из «благородного искусства жить» в второстепенную специализированную университетскую дисциплину, узко связанную с красотой и изобразительным искусством. Таким образом, Шустерман выступал за возрождение баумгартеновского представление об эстетике как улучшающей жизнь познавательной дисциплине, которая выходит далеко за рамки вопросов красоты и изящных искусств и включает в себя как теорию, так и практические упражнения и для прекращения пренебрежения телом, которое Баумгартен катастрофически внес в эстетику.
Шустерман предложил три основных измерения новой области:
• Аналитическая сомаэстетика, как наиболее теоретически ориентированная из трех, «описывает основную природу телесных восприятий и практик, а также их функцию в нашем познании и конструировании реальности».
• Прагматическая сомаэстетика «имеет отчетливо нормативный, предписывающий характер, предлагает конкретные методы соматического улучшения и занимается их сравнительной критикой».
• Практическая сомаэстетика сосредоточена на практике соматической помощи «через дисциплинированную работу с телом, направленную на соматическое самосовершенствование (будь то в репрезентативном, эмпирическом или перформативном режиме)».
Сам Шустерман работает над следующими тремя разделами сомаэстетики:
- в аналитическом поле он рассматривает состояние, в котором находится тело, как отправную точку человеческого существования, говорит о том, какую важную роль оно играет в сфере познания, этики, политики и эстетики;[4]
- в прагматической сомаэстетике он рассматривает различные методы телесной терапии и соматического обучения (например, метод Фельденкрайза, технику Александера, биоэнергетику); выступает с критикой в адрес различных мыслителей, среди которых Эдмунд Бёрк, Морис Мерло-Понти, Симона де Бовуар и Мишеля Фуко; ставит вопрос о важности сомаэстетики в гуманитарном образовании;[4]

А также, являясь сертифицированным практиком метода Фельденкрайза и телесным терапевтом, Шустерман даёт мастер-классы по сомаэстетике, которые включают в себя практические упражнения, а также имеет опыт в лечении разных случаев соматической инвалидности.

## Связь сомаэстетики с древней философией
Конфуций утверждал, что соматическое совершенствование является важнейшим аспектом философского образования. Однажды он сообщил своим ученикам, что он может перестать говорить и просто учить, как это делает природа, воплощая свою философию в своем телесном поведении. Даосизм также выступал за соматическое совершенствование, хотя иногда в совершенно разных формах. Греческие и римские мыслители часто также отстаивали этот идеал, иногда противопоставляя истинных философов, которые жили своей философией, тем, кто просто писал философию и, таким образом, был очернен как простые «грамматики». Ссылаясь на эту древнюю традицию, Шустерман описал сомаэстетику как «новое название для некоторых старых способов мышления».

## Дальнейшее развитие
Первоначально сомаэстетический проект задумывался как полностью включённый в дисциплину философии в качестве ветви эстетики. Но вскоре стало ясно, что сомаэстетика должна быть по существу междисциплинарной областью, даже если она основана на философии. Поскольку всё человеческое восприятие и действия проходят через тело, многие академические дисциплины могут внести значительный вклад в изучение и улучшение соматического опыта. Поэтому было бы глупо ограничивать сомаэстетику методами и проблемами философии. Привлекая широкий спектр форм знаний и дисциплин, которые структурируют наш соматический опыт или могут его улучшить, сомаэстетика представляет собой основу для продвижения и интеграции разнообразных теоретических, эмпирических исследований. Хотя её исток находится в философских исследованиях, это не отдельная теория или метод, выдвинутый конкретным философом, а открытое поле для совместных, междисциплинарных и транскультурных исследований. Ее приложения уже выходят за рамки философии и охватывают широкий спектр тем, начиная от искусства, дизайна продуктов и политики и заканчивая модой, здоровьем, спортом, боевыми и искусствами. Наиболее заметные достижения сомаэстетики на сегодняшний день можно разделить на три основные области: искусство, политика и разработка технологий.

### Сомаэстетика в искусстве
Хотя танец может быть наиболее явным из соматических искусств, сомаэстетика в равной степени применяется к театру при анализе соматических стилей движения и позы актеров на сцене.
Сомаэстетические концепции и теории были еще более широко использованы для понимания музыки и музыкального образования. В изобразительном искусстве сомаэстетика используется для объяснения не только того, как художники используют свои тела при создании произведений искусства, но и того, как наблюдатели используют себя соматически для восприятия таких произведений. Многие произведения визуального искусства (будь то картины, скульптуры, фотографии или инсталляции) сознательно «играют» с соматической точкой зрения зрителей.
Тело (с его многочисленными органами чувств и перемещением в пространстве) также играет определяющую роль в архитектурном дизайне. Искусство перформанса представляет собой особый случай, когда тело является не только инструментом творчества и средством восприятия, но также выразительным средством и визуальным конечным продуктом или объектом искусства.
Сомаэстетика начала оказывать влияние не только на анализ визуального искусства, но и на его практику. Одним из ярких примеров является его использование в качестве теоретической основы для кураторского проекта Пэн Фэна для китайского павильона Венецианской биеннале 2011 года под названием «Проникновение». Сомаэстетика также использовалась в качестве творческой основы для серии фотографических и кинематографических работ, которые парижский художник Ян Тома реализовал в тесном сотрудничестве с Шустерманом.

### Сомаэстетика в политике
Среди политических применений сомаэстетики большое значение имеют феминистские вмешательства. Как Шеннон Салливан использует сомаэстетические идеи, чтобы критиковать обесценивание телесных практик, связанных с женщинами, и настаивать (посредством представлений о сомаэстетическом обучении, заботе и диалоге) на том, что работа над телом — это не просто эгоистичный, антисоциальный проект, так и Крессида Хейес использует сомаэстетику как модель, обеспечивающую «политическое сопротивление телесной нормализации», которая подчиняет женщин и мужчин. Поскольку раса, как и пол, воспринимается через соматическую внешность, расизм представляет собой еще одну политическую проблему, в которой сомаэстетические стратегии были предложены как в качестве объяснения, так и в качестве терапевтического средства.
Философ Джерролд Абрамс занимался исследованием того, что мы могли бы назвать постчеловеческой сомаэстетикой. Интересующие его проблемы связаны со значительными изменениями или улучшениями традиционной биологической человеческой сомы. Конечно, человеческая сома уже является продуктом значительной эволюции, и она кажется достаточно пластичной, чтобы воспринимать значительные изменения и протезные устройства, не обрекая нас на постчеловеческое превращение в киборгов. То, что нас иногда можно считать людьми-киборгами, поскольку мы внедрили в себя искусственные усовершенствования (контактные линзы, пейсмейкеры, накладные ресницы, парики …), кажется более или менее очевидным. Такие вопросы, как возможные пределы человеческой сомы и возможность говорить о нечеловеческих сомах, являются интересными темами для сомаэстетического анализа.